# Майлис, Надежда Павловна
Наде́жда Па́вловна Ма́йлис (род. 8 июля 1945, с. Романове Петровского района Ярославской области) — ученый-криминалист, профессор кафедры оружиеведения и трасологии МосУ МВД России имени В. Я. Кикотя, профессор кафедры судебных экспертиз и криминалистики ФГБОУВО «РГУП», доктор юридических наук, профессор, заслуженный юрист РФ, заслуженный деятель науки РФ, лауреат премии «Профессор года» 2022, член диссертационного совета Академии управления МВД России, заместитель председателя диссертационного совета Московского университета МВД России имени В. Я. Кикотя, член объединённого диссертационного совета РФЦСЭ при МЮ России и РУДН, член ученого совета Московского университета МВД России имени В. Я. Кикотя, член ученого совета Экспертно-криминалистического центра МВД России, член экспертного совета ВАК, почетный профессор Университета правоохранительных органов Монголии.

## Биография
Имеет высшее юридическое образование (в 1972 г. окончила Всесоюзный юридический заочный институт, г. Москва, по специальности правовед). С 1970 г. работала во ВНИИ по изучению причин и разработке мер по предупреждению преступности Прокуратуры СССР.
С 1973 г. по 2001 г. осуществляла профессиональную деятельность во ВНИИ судебных экспертиз Министерства юстиции (в настоящее время ГУ Российский Федеральный Центр судебной экспертизы (ФБУ РФЦСЭ) при министерстве юстиции РФ) на должностях: эксперта, младшего и старшего научного сотрудника, заведующей лабораторией судебно-трасологических экспертиз, ученого секретаря.
В 1979 г. под руководством профессора Г. Л. Грановского защитила диссертацию на соискание ученой степени кандидата юридических наук по теме «Криминалистическая экспертиза следов зубов человека» на базе Всесоюзного научно-исследовательского института судебных экспертиз Министерства юстиции (ВНИИСЭ), где проходила заочную аспирантуру.
В общем-то, я не позволяла эмоциям возобладать, потому что как эксперт, как специалист была воспитана давать именно объективные выводы, вне зависимости от эмоций.Н. П. Майлис
В 1985 г. ей присвоено ученое звание старший научный сотрудник ВНИИ судебных экспертиз Министерства юстиции (в настоящее время ГУ Российский Федеральный Центр судебной экспертизы (ФБУ РФЦСЭ) при министерстве юстиции РФ).
В 1992 г. Н. П. Майлис защитила диссертацию на соискание ученой степени доктора юридических наук по теме «Криминалистическая трасология как теория и система методов решения задач в различных видах экспертиз».
В 1994 г. ей присвоение ученое звание профессора.
С 2001 г. работает в должности профессора кафедры оружиеведения и трасологии Московского Университета МВД России имени В. Я. Кикотя.

## Научная и преподавательская деятельность
Научная специализация — 12.00.12 — криминалистика; судебно-экспертная деятельность; оперативно-розыскная деятельность.
Я считаю, главным достижением в жизни то, что я нашла свою профессию, я нашла себя в ней, и я состоялась в этой профессии, поэтому, мне кажется, что все у меня хорошо. И достижение в жизни — это твоя любимая работа, потому что, когда ты уходишь с работы с чувством удовлетворенности, что все сделано так как тебе хочется, тебе это нравится, то утром ты торопишься на работу с тем, чтобы опять снова приступить к ней. Вот это, по-моему, главное достижение - любовь к тому делу, которым ты занимаешься.Н. П. Майлис
Майлис Н. П. является заместителем председателя диссертационного совета Московского Университета МВД России по присуждению ученой степени доктора юридических наук (по специальности 12.00.08, 12.00.09, 12.00.12.); членом диссертационного совета АК управления МВД России (по специальности 12.00.08, 12.00.09, 12.00.02.); членом диссертационного совета Д 999.066.02, созданном на базе ФБУ Российский федеральный центр судебной экспертизы при Минюсте России и ФГАОУ «Российский университет дружбы народов»; членом двух ученых советов Московского университета МВД России имени В. Я. Кикотя и ГУ ЭКЦ МВД России. Является членом Технического комитета № 134 Росстандарт по разработке терминов и понятий для стандарта «Судебная экспертиза».
Профессор Майлис Н. П. является автором более 300 публикаций, в том числе монографий, учебников, учебных и методических пособий для экспертов, следователей и судей, методик, методических рекомендаций, глав в пособиях, тезаурусов, комментариев к статьям УПК РФ, ГПК РФ, АПК РФ по назначению и производству экспертиз, комментариев к Федеральному закону «О государственной судебно-экспертной деятельности Российской Федерации»; статей, программ для обучения. Неоднократно была ответственным и главным редактором сборников научных трудов, методических пособий, учебников и рекомендаций.
Профессор Н. П. Майлис является ведущим ученым в разработке теории судебной экспертизы в России и за рубежом, внесла весомый вклад в разработку общей теории судебной экспертизы, криминалистической диагностики, комплексных экспертиз, развитие теории и практики судебной трасологии и судебно-трасологической экспертизы, частных методов и методики исследования различных объектов трасологической экспертизы.
Стаж научно-педагогической деятельности Майлис Н. П. составляет более 40 лет. Майлис Н. П. читает полный курс лекций по теории судебной экспертизы, трасологии и дактилоскопии.
Майлис Н. П. оказывает помощь соискателям в качестве научного руководителя по подготовке кандидатов наук и научного консультанта по подготовке докторов наук. Она имеет свою научную школу. В настоящий момент (2022 год) ею подготовлено 22 кандидата (четыре из которых адъюнкты из Монголии и один из Вьетнама) и 3 доктора наук.
Она тесно взаимодействует с учеными других вузов и научно-исследовательских институтов по научным вопросам и проблемам преподавания путем активного участия в международных конференциях и симпозиумах, проводимых как в России, так и за рубежом. Является почетным членом Литовского криминалистического общества и членом Международного сообщества судебных одонтологов, «Почетным профессором» Университета правоохранительных органов Монголии.
Является членом редакционной коллегии журналов «Вестник Московского университета МВД России»; «Вестник экономической безопасности МВД России»; «Судебная экспертиза» Республики Беларусь; «Судебная экспертиза» Волгоградской академии МВД России; «Научный портал ВНИИ МВД России»; Международного журнала «Уголовное судопроизводства. Проблемы теории и практики».

## Награды
Награждена государственными наградами: медалью «Ветеран труда»; орденом «Петр Великий» III степени, почетными грамотами и благодарностями Министерства МВД России. Имеет почетные звания — Заслуженный юрист РФ; Заслуженный деятель науки РФ. Также награждена орденским знаком «Experto Crede» и др.
Сферу её научных интересов составляют криминалистика, криминалистическая техника, судебная экспертиза, судебная трасология.
Лауреат общенациональной премии российского профессорского собрания ПРОФЕССОР ГОДА 2022 в номинации «Юрилические науки».

## Оценка современников
По оценкам современников, Майлис Н. П. является высококвалифицированным педагогом и ученым.
Благодаря упорному труду, профессионализму, целеустремленности, инициативности, творческо-научному подходу и высоким организаторским способностям, Надежда Павловна вносит весомый вклад в судебно-экспертную и научную деятельность.

## Основные научные работы
1. Теория и практика трасологических идентификационных и диагностических исследований (на основе экспертизы следов зубов). — Монография. Деп. в ИНИОН Академии наук СССР. 1991. № 45328.
2. Словарь основных терминов трасологических экспертиз. 1-е изд. ВНИИСЭ., 1978. (в соавт.).
3. Словарь основных терминов трасологических экспертиз. 2-е изд. ВНИИСЭ., 1987. (в соавт.).
4. Криминалистическое исследование пуговиц. Метод. рекомендации для экспертов. М., РФСЦЭ. 1996.
5. Основы судебной экспертизы. Ч. 1. Общая теория. (глава)
6. Идентификационные и диагностические исследования следов зубов. Метод. пособие для экспертов, следователей и судей. -М., РФЦСЭ. 1998.
7. Судебно-трасологическая экспертиза. Учебно-методическое пособие для экспертов. М. 2000 г. Изд. «Триада-Х».
8. Научные и правовые основы судебной экспертизы. Курс лекций (в соавторстве). Моск. Академия МВД РФ. М., 2001 г.
9. Судебная экспертиза. Учебник (в соавт.). Изд. «Право и закон», М., 2002 г.
10. Комментарий к Федеральному закону «О государственной судебно-экспертной деятельности в Российской Федерации». Изд. «Проспект». М., 2002 г. (в соавт.).
11. Вещественные доказательства. Информационные технологии процессуального доказывания (глава У). Изд. «Норма». М., 2002 (в соавт.)
12. Трасология и трасологическая экспертиза. Метод. пособие (в соавт.) ГУК МВД РФ. М., 2002 г.
13. Криминалистическая трасология. Учебно-методическое пособие. Моск. Университет МВД РФ. М., 2002 г. (в соавт.)
14. Судебная трасология. Учебник для высших учебных заведений. Изд. «Право и закон» М., 2003 г.
15. «Эксперт». Руководство для экспертов ОВД и юстиции. Изд. «Право и закон». М., 2003 г. (в соавт.)
16. Криминалистическая экспертная диагностика Метод пособие (в соавт.) М., РФЦСЭ, 2003.
17. Концептуальные и методические основы судебно-трасологической экспертизы. Курс лекций. М. 2004. Мос. Универ. МВД.
18. Введение в судебную экспертизу. Монография. Изд-во «Юнити». М. 2011.
19. Комментарий судебной экспертизы по уголовному, гражданскому и административному праву (в соавт.). Изд-во «Норма». М., 2004
20. Настольная книга следователя (в соавторстве). Научно-практическое пособие. М., 2006. Тираж 5000 Изд-во «Экзамен».
21. Криминалистическая техника: основы трасологии и криминалистического исследования оружия. Учебник для вузов. М. 2006 г. Изд. МПСИ (в соавт. под ред. Майлис Н. П.).
22. «Моя профессия — судебный эксперт». Монография. Изд. «Щит-М». М. 2006
23. Руководство по трасологической экспертизе. М. 2007. Изд. «Щит-М».
24. Криминалистическое исследование следов преступления. В кн. «Криминалистика». Учебник. Гл.10. М.2008 (Коллектив авторов). Под ред. проф. А. Ф. Волынского и В. П. Лаврова.
25. Практическое руководство для экспертов и специалистов. М. 2010. Коллектив авторов.
26. Дактилоскопия. Учебник. 2008 г.
27. Трасология. Учебник. (в соавторстве и под ред. Майлис Н. П.). М. 2011.
28. Словарь терминов судебно-трасологической экспертизы. Учебное пособие (в соавторстве) МосУ МВД РФ. М. 2013.
29. Курс лекций по трасологии и трасологической экспертизе. РУП. М. 2015
30. Теория и практика судебной экспертизы в доказывании. Монография. Спецкурс. «ЮНИТИ» Закон и право. 2015.

## Фильмография
- 2018 — «Что Вы знаете о Майлис?»[3]